# On Your Own
On Your Own är den brittiska alternativa rockgruppen Blurs artonde singel, utgiven den 16 juni 1997. Som bäst nådde singeln plats 5 på brittiska topplistan. Detta var tredje singeln som hämtades från albumet Blur. 

## Låtlista
Samtliga låtar är skrivna av Albarn/Coxon/James/Rowntree
- CD1

1. "On Your Own"
2. "Popscene" (live at Peel Acres)
3. "Song 2" (live at Peel Acres)
4. "On Your Own" (live at Peel Acres)

- CD2

1. "On Your Own"
2. "Chinese Bombs" (live at Peel Acres)
3. "Movin' On" (live at Peel Acres)
4. "M.O.R." (live at Peel Acres)

- Australiensisk CD

1. "On Your Own"
2. "Popscene"
3. "Death of a Party" (well blurred remix)
4. "Death of a Party" (billy whisker's mix)

- 7"

1. "On Your Own"
2. "Popscene" (live at Peel Acres)
3. "Song 2" (live at Peel Acres)